# Valérie Perrin
Valérie Perrin, född 19 januari 1967 i Remiremont, är en fransk författare. Hon har fram till 2024 skrivit tre böcker, varav den andra – på svenska Färskt vatten till blommorna – översatts till ett trettiotal språk.
Perrin är sedan 2023 gift med filmregissören Claude Lelouch. Perrin har redan tidigare skrivit manus till flera av hans prisbelönta filmer.

## Författarskap
Perrins debutroman Les Oubliés du dimanche från 2015 (på svenska som Glömda om söndagen) behandlar vänskapen mellan två kvinnor i olika åldrar. Den blev uppmärksammad och flerfaldigt prisbelönt hemma i Frankrike.
Den andra romanen, Changer l'eau des fleurs (2018, på svenska som Färskt vatten till blommorna) medförde än större framgångar och har översatts till mer än trettio språk. Historien kretsar kring en kvinna som arbetar som kyrkogårdsförvaltare. Hon döljer på hemligheter, vilka under berättelsens gång nystas upp bit för bit.
Även Perrins tredje bok, Trois (2021, översatt till svenska som Tre) är en berättelser där hemligheter nystas upp i långsamt tempo. Boken handlar om tre barndomsvänner och deras återseende samt om olösta saker ur deras förflutna.